# Ifanadiana (Stadt)
Ifanadiana ist eine Kleinstadt in der madagassischen Region Vatovavy-Fitovinany mit 17.948 Einwohnern im Jahr 2005. Der Ort liegt an der befestigten Nationalstraße 25 unweit des Abzweigs der Nationalstraße 14. Die Mehrheit der Einwohner ist in der Landwirtschaft beschäftigt. Hauptprodukte sind Bananen, Kaffee und Reis.

## Belege
1. ↑  2005 population estimates for cities in Madagascar